# Dřevěná stavba roku (Česko)

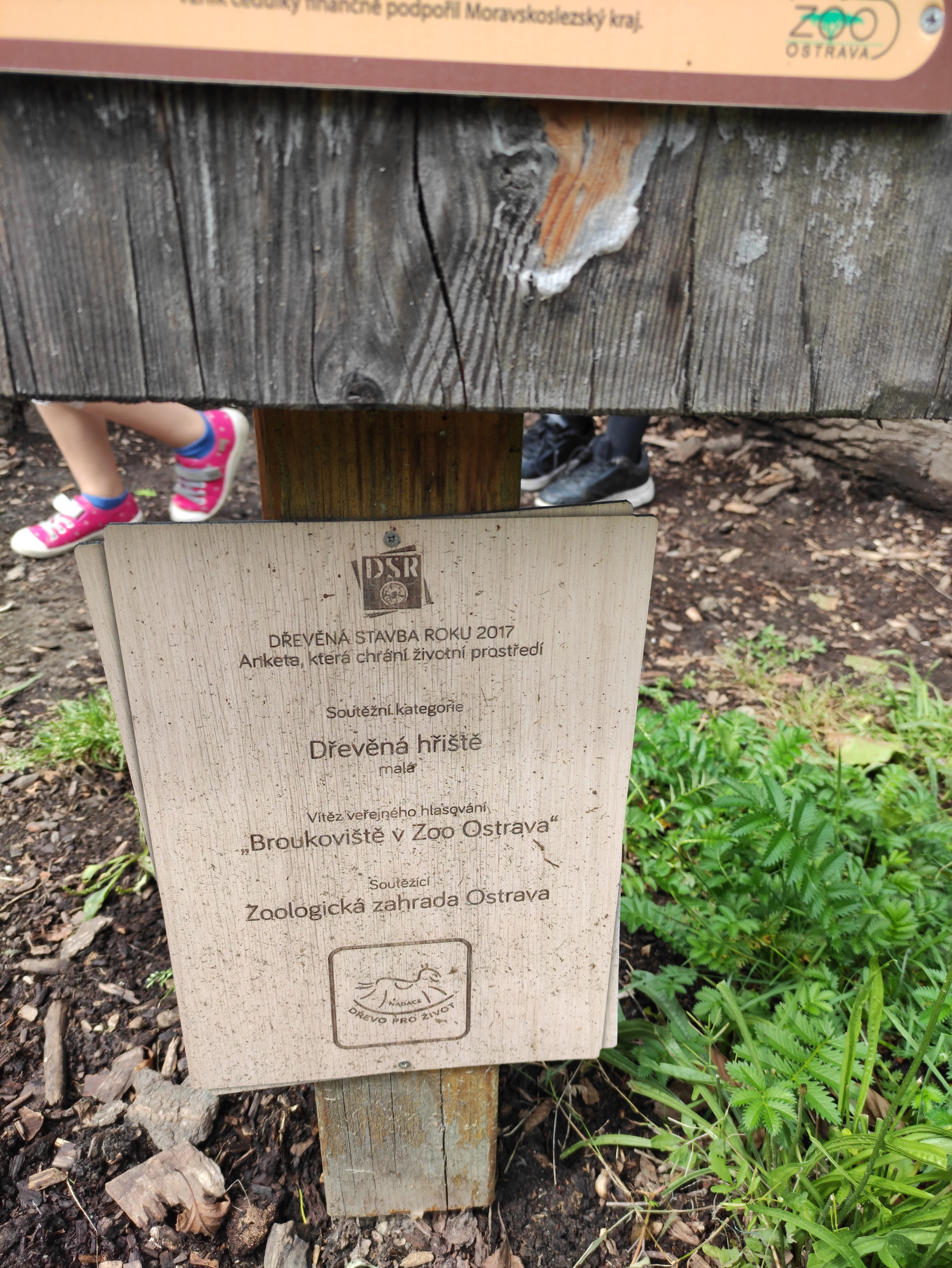
Tabulka oceňující stavbu roku (Broukoviště v Zoo Ostrava)

Dřevěná stavba roku je soutěž zaměřující se na hodnocení širokého spektra dřevěných staveb v České republice – od dřevěných konstrukcí, rodinných domů, srubů, dětských hřišť, rozhleden až po dřevěný interiér aj. Dřevěné stavby soutěží v 6 kategoriích. O vítězích v kategoriích rozhoduje veřejnost i odborná porota. Soutěž pořádá Nadace dřevo pro život od roku 2013.

## Kategorie soutěže Dřevěná stavba roku
| Kategorie                            | Způsob stanovení vítěze |
| Malé dřevěné konstrukce – realizace  | veřejné hlasování       |
| Velké dřevěné konstrukce – návrhy    | odborná porota          |
| Velké dřevěné konstrukce – návrhy    | veřejné hlasování       |
| Velké dřevěné konstrukce – realizace | odborná porota          |
| Velké dřevěné konstrukce – realizace | veřejné hlasování       |
| Dřevěné budovy – návrhy              | odborná porota          |
| Dřevěné budovy – návrhy              | veřejné hlasování       |
| Dřevěné budovy – realizace           | odborná porota          |
| Dřevěné budovy – realizace           | veřejné hlasování       |
| Dřevěné interiéry – realizace        | odborná porota          |
| Dřevěné interiéry – realizace        | veřejné hlasování       |